# Dopo mezzanotte
Pour plus de détails, voir Fiche technique et Distribution.
Dopo mezzanotte est un film italien écrit et réalisé par Davide Ferrario, tourné entièrement en numérique et sorti en 2004.

## Synopsis
Martino, gardien du musée du cinéma de Turin, est secrètement amoureux d'Amanda, serveuse dans le fast-food qu'il fréquente. Un soir, exaspérée par l'attitude de son patron, Amanda réagit violemment et est obligée de s'enfuir. Elle trouve refuge dans la Mole Antonelliana, où Martino l'accueille dans son appartement situé dans le musée même.
Angelo, voleur d'automobiles et fiancé d'Amanda, arrange la situation afin que celle-ci ne risque aucune poursuite. Mais entretemps Martino a enfin avoué son amour à Amanda, en lui montrant un film qu'il a réalisé avec sa caméra d'époque. Amanda, qui se sent négligée par son fiancé, tombe dans les bras du taciturne Martino. Rentrée chez elle, déchirée par le choix qu'elle doit faire entre Martino et Angelo, elle décide finalement de ne pas choisir. La solution du ménage à trois est mal tolérée par les deux hommes, mais aussi par Barbara, qui est amoureuse d'Angelo.
Quand l'étrange situation semble enfin pouvoir se résoudre positivement pour tous, l'impensable survient : à la suite d'un concours de circonstances, Angelo est abattu par un veilleur de nuit. Barbara est très atteinte, tandis qu'Amanda, surmontant sa douleur, réinvestit son amour avec Martino.

## Fiche technique
- Réalisation et scénario : Davide Ferrario
- Musique : Banda Ionica, Fabio Barovero, Daniele Sepe
- Photo : Dante Cecchin
- Montage : Claudio Cormio
- Pays :  Italie
- Langue : Italien
- Dates de sortie :
  -  Italie : 23 avril 2004
  -  France : 15 mai 2004 	(Festival de Cannes) - 1er octobre 2004 (Festival du film italien d'Annecy) - 1er novembre 2004 (Festival du film italien de Villerupt) - 6 juillet 2005 (sortie nationale)
  -  Belgique : 3 juillet 2004 (Festival Cinédécouvertes de Bruxelles) - 25 mai 2005 (sortie nationale)

## Distribution
Sauf indication contraire, les informations mentionnées dans cette section peuvent être confirmées par la base de données cinématographiques IMDb,  présente dans la section « Liens externes ».
- Giorgio Pasotti : Martino
- Francesca Inaudi : Amanda
- Fabio Troiano : Angel of Falchera
- Francesca Picozza : Barbara
- Silvio Orlando : narrateur
- Pietro Eandi : grand-père de Martino